# De fato (Pseudo-Plutarco)
Il De fato è un'opera filosofica attribuita a Plutarco, con seri dubbi di autenticità, giuntaci nei suoi Moralia.

## Analisi critica
Lo scrittore, evidentemente un platonico, appare sia come un insegnante, sia come un compagno di studi dell'altrimenti ignoto Pisone a cui è rivolta la trattazione. Una dottrina molto simile alla sua, e senza dubbio derivata da una fonte comune, si trova nel commento di Calcidio al Timeo platonico, ed echi di questa dottrina appaiono in Albino e Apuleio. Il nostro trattato, allora, probabilmente non è stato scritto prima dei primi decenni del II secolo.
Nell'operetta l'autore si interroga sull'essenza del fato, evidenziando che una cosa è il fato (la necessità) in generale, altra cosa è la sua manifestazione nei singoli casi.
Scopo del nostro autore è quello di costruire una teoria del destino compatibile con la provvidenza di Dio e il libero arbitrio nell'uomo. La sua visione si oppone alla concezione stoica che "tutto si conforma al destino", e una polemica contro lo stoicismo è implicita nel trattato. Eppure, per molti aspetti l'argomento rivela l'influenza di dottrine stoiche.